# Call of Duty: WWII
Call of Duty: WWII (Abkürzung für: World War 2, deutsche Übersetzung: Zweiter Weltkrieg) ist ein von Sledgehammer Games entwickelter Ego-Shooter, der am 3. November 2017 weltweit von Activision für Windows, PlayStation 4 und Xbox One veröffentlicht wurde. Das Spiel stellt somit den insgesamt vierzehnten Teil der Call-of-Duty-Reihe.

## Handlung
Call of Duty: WWII erzählt die fiktive Geschichte des US-amerikanischen Soldaten Red Daniels im Zweiten Weltkrieg an der Westfront, der 1944 am D-Day in der Normandie landet. Mit seinem Squad aus der 1st Infantry Division kämpft er sich bis nach Deutschland vor. Schauplätze der Handlung sind der Omaha Beach, Saint Lô, Argentan, Paris, Aachen, der Hürtgenwald, die Brücke von Remagen und das KZ-Außenlager Berga.

## Spielprinzip
Das Spiel beinhaltet neben einer Einzelspieler-Kampagne auch einen Mehrspieler- und Koop-Modus sowie den aus den Vorgängern bekannten Zombie-Modus. Ein wesentliches Kernelement des Ego-Shooters ist das Squad-System, so ist der Spieler in der Kampagne auf seine Mitstreiter angewiesen, die ihn im Kampf mit Munition und Medizin versorgen. Im Gegensatz zu den bisherigen Serienablegern verzichtet Call of Duty: WWII auf die automatische Regeneration der Lebensenergie des Spielers. Neben Red Daniels spielt man zeitweilig auch die Rolle einer französischen Widerstandskämpferin der Résistance.

## Rezeption
Call of Duty: WWII wurde von der Spielepresse mittelmäßig bis gut bewertet. Die Internet-Seite Metacritic, welche Testberichte einschlägiger Medien sammelt und auswertet, ermittelte, je nach vorliegender Fassung, einen Metascore zwischen 73 und 80 von 100 möglichen Punkten. Matti Sandqvist von PC Games war aufgrund der erneuten Verwendung des Zweiten Weltkriegs als Setting zunächst skeptisch, zeigte sich dann aber doch begeistert von der Umsetzung. Neben der gelungenen Kampagne, die allerdings etwas zu kurz ausfalle, sei es vor allem der neue Spielmodus „War“, welcher einen positiven Eindruck hinterlasse.